# Мала Обухівка
Мала́ Обу́хівка — село в Україні, Миргородському районі Полтавської області. Населення становить 162 осіб. Входить до складу Лютенської сільської громади.
Після ліквідації Гадяцького району у липні 2020 року увійшло до Миргородського району.

## Географія
Село Мала Обухівка розташоване на правому березі річки Псел, вище за течією на відстані 0.5 км розташоване село Перевіз, нижче за течією на відстані 1.5 км розташоване село Велика Обухівка.
Річка у цьому місці звивиста, утворює лимани, стариці та заболочені озера.

## Історія
- 1750 — дата заснування.
- Село постраждало внаслідок геноциду українського народу, проведеного окупаційним урядом СССР 1923-1933 та 1946-1947 роках.
- До 2020 року Орган місцевого самоврядування — Лисівська сільська рада.